# 刮凉粉
刮凉粉是一种小吃，由凉粉调制，主要调料有酱油、麻油、香油、葱等组成，根据地域和个人喜好的不同，可以辅以生薑末、食用醋、干辣椒粉（或酸辣椒浆）。在湖南地区主要为春夏秋时节的大众小吃。